# Heavy Object
Heavy Object (ヘヴィーオブジェクト, Hevī Obujekuto) est une série de light novels écrite par Kazuma Kamachi et illustrée par Ryō Nagi, publiée depuis 2009 par ASCII Media Works. Plusieurs adaptations en mangas sont publiées depuis 2009. Une adaptation en anime produite par J.C.Staff est diffusée depuis octobre 2015 sur Tokyo MX au Japon et en simulcast sur Anime Digital Network dans les pays francophones, en DVD et Blu-ray chez Kazé.

## Synopsis
Dans le futur, le visage de la guerre a changé avec l’apparition des Heavy Object, des forteresses mobiles de centaine de milliers de tonnes et de plus de 70 m de haut pouvant résister à une explosion nucléaire et ayant une puissance de feu pouvant balayer des armées conventionnelles. Le monde divisé en quatre alliances règle désormais ses conflits territoriaux par des duels entre ces engins. Mais trois jeunes personnes travaillant dans une base militaire en Alaska vont changer ce statu quo.

## Personnages
Qwenthur Barbotage (クウェンサー＝バーボタージュ, Kuwensā Bābotāju)
Voix japonaise : Natsuki Hanae
Havia Winchell (ヘイヴィア＝ウィンチェル, Heivia Wincheru)
Voix japonaise : Kaito Ishikawa
Milinda Brantini (ミリンダ＝ブランティーニ, Mirinda Burantīni)
Voix japonaise : Eri Suzuki
Frolaytia Capistrano (フローレイティア＝カピストラーノ, Furōreitia Kapisutorāno)
Voix japonaise : Shizuka Itō
Ayami Cherryblossom (アヤミ＝チェリーブロッサム, Ayami Cherīburossamu)
Voix japonaise : Mari Yokoo

## Light novel
Le premier volume de la série de light novels est publié le 10 octobre 2009 par ASCII Media Works. Douze tomes sont commercialisés au 10 septembre 2016. Seize au 7 décembre 2018.

## Manga
Un premier manga, dessiné par Shinsuke Inue, est prépublié entre 2009 et 2011 dans les magazines Dengeki Black Maoh et Dengeki Maoh, puis publié en un unique volume relié le 27 mai 2011.
Un deuxième manga intitulé Heavy Object S, dessiné par Sakae Saitō, est prépublié entre 2011 et 2013 dans le magazine Dengeki Maoh, puis publié en trois volumes reliés entre le 27 août 2012 et le 27 juillet 2013,.
Un troisième manga intitulé Heavy Object A, également dessiné par Sakae Saitō, est prépublié depuis février 2015 dans le magazine Dengeki Maoh, puis publié en volumes reliés depuis le 26 septembre 2015. Il est terminé en 3 tomes le 27 octobre avril 2016.

## Anime
L'adaptation en anime est annoncée en octobre 2014. La série est réalisée au sein du studio J.C.Staff par Takashi Watanabe. Elle a été diffusée du 2 octobre 2015 au 25 mars 2016 et comporte 24 épisodes.